# Cryptoripersia kingii
Cryptoripersia kingii är en insektsart som först beskrevs av Cockerell 1896.  Cryptoripersia kingii ingår i släktet Cryptoripersia och familjen ullsköldlöss. Inga underarter finns listade i Catalogue of Life.